# Alumbre-(K)
El alumbre-(K) es el mineral correspondiente al producto químico conocido como alumbre potásico, un sulfato doble de aluminio y potasio con 12 moléculas de agua. El nombre deriva precisamente de ser miembro de la familia de los alumbres, sulfatos de aluminio y de otro metal, y de que en su caso éste sea el potasio. Como producto natural es muy raro. Cuando en términos mineros se habla de yacimientos de alumbre se están considerando aquellos en los que aparecen minerales de los que puede extraerse el alumbre por tostación y lixiviación, especialmente alunita.

## Propiedades físicas y químicas
El alumbre es muy soluble en agua. Puede formar fácilmente cristales octaédricos de gran tamaño, cuando cristaliza de soluciones más o menos puras, y cúbicos cuando lo hace en medio alcalino. En los yacimientos en los que se encuentra como producto natural suele estar en forma masiva o como agregados granulares, estalactitas o costras.

## Yacimientos
Como ya se ha indicado, el alumbre como tal es muy raro. Se conocen ejemplares, de estructura columnar,  en la Mina El Desierto,  San Pablo de Napa,  provincia de Daniel Campos   (Potosí),  Bolivia. También se ha encontrado en la misma forma en la mina de alumbre (Alum mine) en el condado de Esmeralda, Nevada (USA). En las minas de alumbre lo que se extraía era alunita y otros minerales distintos al alumbre, de los que se obtenía el alumbre auténtico  por tostación y lixiviación. En Europa, las minas de este tipo más importantes fueron las de Tolfa, en los antiguos Estados Pontificios, actualmente Italia, desubiertas a principios de la década de 1460. El yacimiento de Mazarrón, en la provincia de Murcia, España fue explotado ya en época romana, quedando después abandonado también hasta la década de 1460, en que volvió a explotarse. En algunos momentos, fue tan importante como el de Tolfa.